# 何光
何光（1920年11月—2015年10月22日），曾用名郑克广，男，天津人，中华人民共和国政治人物，曾任中华人民共和国劳动人事部副部长、党组成员。